# Casane Astigiane

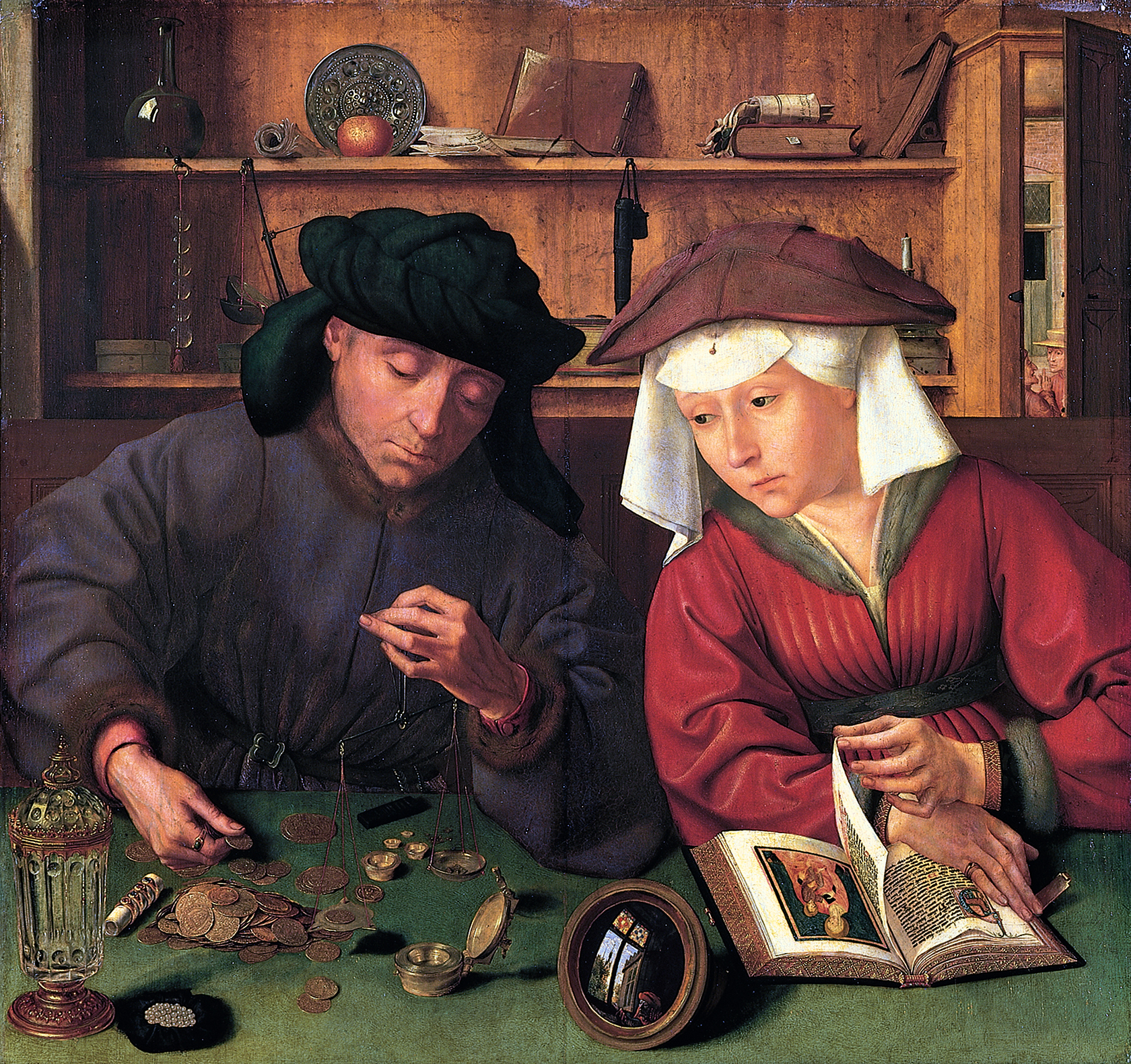
Massysm Quentin — Le Prêteur sur gages et sa femme — 1514.

Les Casane Astigiane (italien : Maisons d'Asti) étaient les principales maisons bancaires d'Asti[Quand ?], en Italie, au Moyen Âge. Leurs activités économiques comprenaient le change de devises et les prêts.

## Familles guelfes
- Solaro. Sans aucun doute, la maison guelfe la plus influente[réf. nécessaire].
- Falletti
- Troja
- Malabaila

## Familles gibelines
- Guttuari, La famille gibeline la plus puissante, souvent alignée avec les dirigeants de Montferrat. Avec les familles Turco et Isnardi, ils créèrent le puissant consortium De Castello[réf. nécessaire].
- Isnardi
- Turco (en) ou Turci
- Scarampi (en)
- Alfieri
- Buneo

## Familles non-alignées
- Roero
- Pelletta
- Asinari